# Lycosa transversa
Lycosa transversa este o specie de păianjeni din genul Lycosa, familia Lycosidae, descrisă de F. O. P.-cambridge în anul 1902.
Este endemică în Guatemala. Conform Catalogue of Life specia Lycosa transversa nu are subspecii cunoscute.